# I misteri di Mystère
I misteri di Mystère è una raccolta di racconti scritti da Francesco Argento, pseudonimo di Tiziano Sclavi, pubblicata nel 1974. Il nome del protagonista dei racconti, "Jacques Mystère", ha ispirato quello del personaggio di Martin Mystère.

## Storia editoriale
Il volume raccoglie tredici racconti di genere giallo con protagonista Jacques Mystère pubblicati inizialmente nel 1973 sulla rivista Corriere dei Ragazzi illustrati da Grazia Nidasio e che vennero poi raccolti e pubblicati in volume dalla Bietti Editore l'anno successivo. Il volume venne poi ristampato dalla Arnoldo Mondadori Editore nel 1992.

## Trama
Jacques Mystère è un giovane investigatore che si ritrova a indagare su 13 casi sottoponendo ai lettori problemi di logica e guidandoli nella risoluzione.